# Sudimoro (Teras)
Sudimoro is een bestuurslaag in het regentschap Boyolali van de provincie Midden-Java, Indonesië. Sudimoro telt 2613 inwoners (volkstelling 2010).